# Australia all'Eurovision Song Contest
L'Australia ha debuttato all'Eurovision Song Contest nell'edizione del 2015 e vi ha preso parte da allora senza interruzioni. La partecipazione è curata dall'azienda radiotelevisiva pubblica Special Broadcasting Service (SBS), membro associato dell'Unione europea di radiodiffusione (UER).
Il suo miglior risultato è stato un 2º posto in finale nell'edizione del 2016 ottenuto da Dami Im con la sua Sound of Silence.

## Storia

### La trasmissione dell'evento "da lontano"
L'emittente radiotelevisiva australiana Special Broadcasting Service (SBS) diventò membro associato dell'Unione europea di radiodiffusione (UER) nel 1979 ed iniziò a trasmettere l'Eurovision Song Contest a partire dall'edizione del 1983; le prime trasmissioni della manifestazione non prevedevano un commento, sebbene talvolta sia stato sovrapposto il commento britannico degli inviati della BBC. Tra il 2000 e il 2014 l'emittente permise al proprio pubblico di televotare, anche se i punteggi non furono mai aggregati a quelli ufficiali della manifestazione.
La prima apparizione della nazione oceaniana sullo schermo europeo è avvenuta durante la prima semifinale del 2013 con la trasmissione di un cortometraggio intitolato Greetings from Australia, noto anche come Why Australia Loves Eurovision, presentato da Julia Zemiro, commentatrice dell'evento dal 2009. L'anno successivo l'emittente organizzatrice Danmarks Radio ha concesso all'Australia di presentare un interval act per la manifestazione. SBS selezionò quindi Jessica Mauboy che portò il brano Sea of Flags.

### Il debutto nel 2015 e le partecipazioni successive

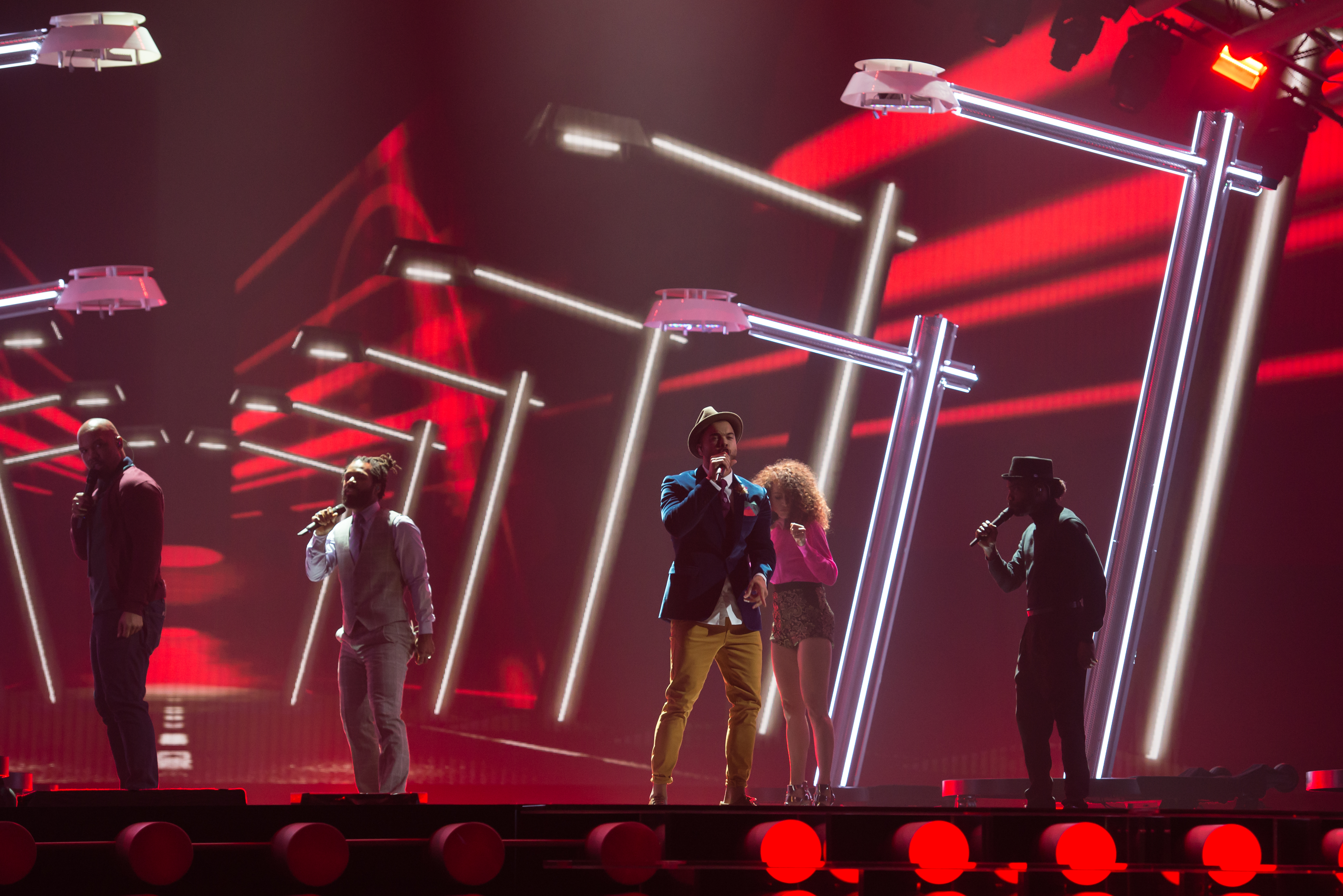
Guy Sebastian all'Eurovision Song Contest 2015

Nel 2015 in occasione del 60º anniversario dell'Eurovision Song Contest l'UER di concerto con gli organizzatori decise di consentire la partecipazione straordinaria dell'Australia alla sessantesima edizione della manifestazione musicale, garantendole per l'occasione il posto in finale. SBS in collaborazione con l'emittente Blink TV selezionò Guy Sebastian che con la sua Tonight Again si classificò al 5º posto. Nonostante le iniziali intenzioni di considerare la partecipazione australiana come una tantum fu annunciato che il paese avrebbe partecipato anche all'edizione successiva nella quale si classificò al 2º posto col brano Sound of Silence di Dami Im; il brano ricevette anche il premio della composizione musicale.

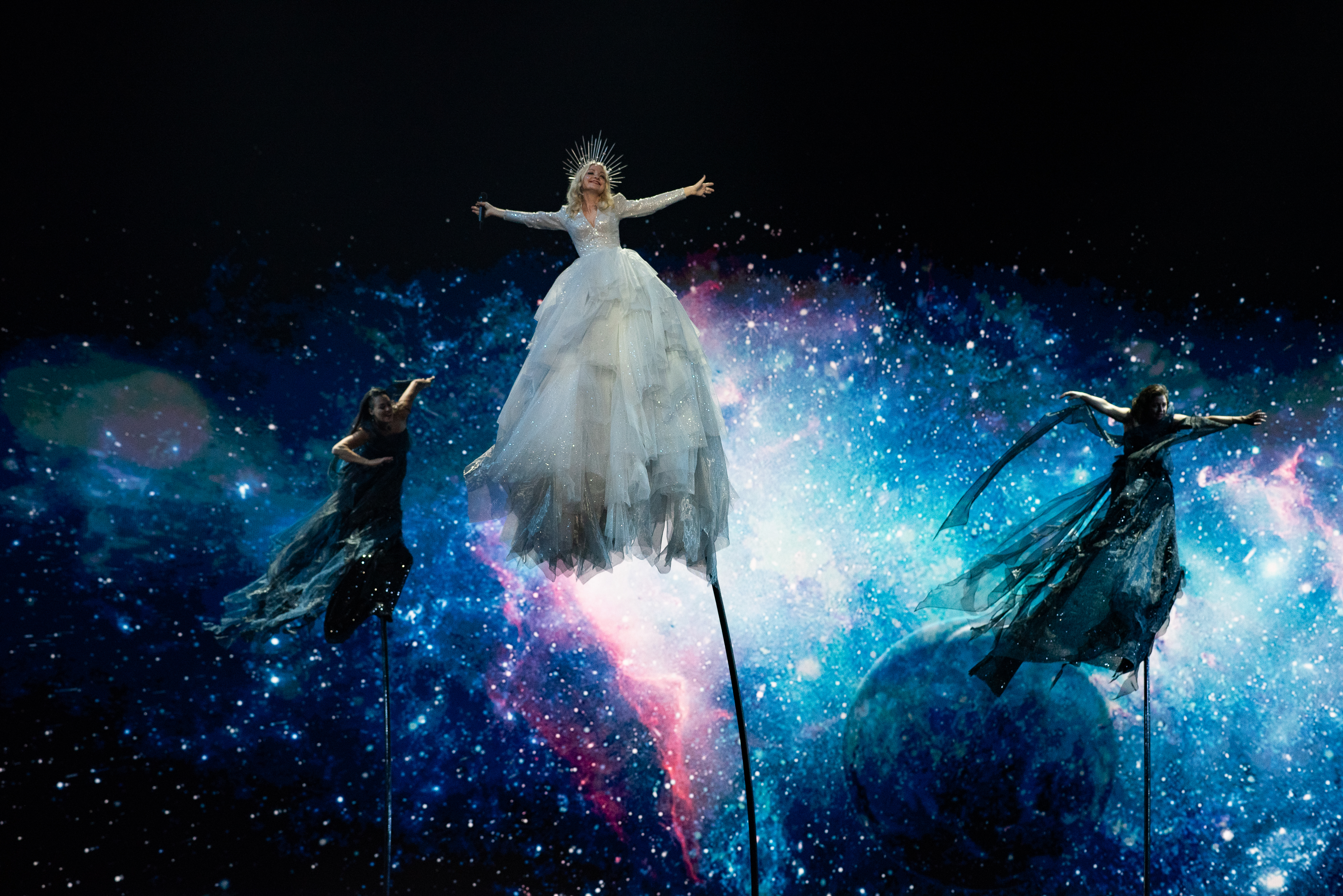
Kate Miller-Heidke durante le prove per l'Eurovision Song Contest 2019

La nazione tornò quindi a partecipare anche nel 2017 e nel 2018 riuscendo a rimanere in finale in entrambe le occasioni. In occasione della partecipazione all'edizione del 2019 fu confermato che il paese avrebbe partecipato almeno fino all'edizione del 2023. In quell'anno SBS organizzò per la prima una selezione nazionale per la ricerca del rappresentante australiano denominata Eurovision - Australia Decides che premiò Kate Miller-Heidke con la sua Zero Gravity; il brano vinse nella propria semifinale e si classificò al 9º posto, ricevendo inoltre il premio artistico. Per l'Eurovision Song Contest 2020 si scelse di replicare il modello dell'Eurovision - Australia Decides, vinto in questo caso da Montaigne con Don't Break Me; nonostante la cancellazione dell'evento a causa della pandemia di COVID-19 fu annunciato che Montaigne avrebbe partecipato all'edizione successiva col brano Technicolour. A causa delle restrizioni alla mobilità internazionale, dovute sempre alla pandemia, la cantante non poté recarsi a Rotterdam e la sua esibizione fu pre-registrata e trasmessa durante la prima semifinale; per la prima volta dal suo debutto il paese rimase in semifinale classificandosi al 14º posto.
Per l'edizione del 2022 si scelse di impiegare nuovamente l'Eurovision - Australia Decides, che designò quale rappresentante del paese Sheldon Riley con Not the Same, classificatosi al 15º posto nella finale dell'evento. Nel 2023 SBS selezionò internamente il popolare gruppo progressive metal Voyager che, dopo aver vinto la seconda semifinale, si è classificato al 9º posto.

## Partecipazioni
- Primo posto
- Secondo posto
- Terzo posto
- Ultimo posto

| Anno | Artista            | Brano                   | Lingua                   | Posizione           | Posizione           | Posizione            | Posizione            |
| Anno | Artista            | Brano                   | Lingua                   | Finale              | Punti               | Semi                 | Punti                |
| ---- | ------------------ | ----------------------- | ------------------------ | ------------------- | ------------------- | -------------------- | -------------------- |
| 2015 | Guy Sebastian      | Tonight Again           | Inglese                  | 5º                  | 196                 | Finalista di diritto | Finalista di diritto |
| 2016 | Dami Im            | Sound of Silence        | Inglese                  | 2º                  | 511                 | 1º                   | 330                  |
| 2017 | Isaiah             | Don't Come Easy         | Inglese                  | 9º                  | 173                 | 6º                   | 160                  |
| 2018 | Jessica Mauboy     | We Got Love             | Inglese                  | 20º                 | 99                  | 4º                   | 212                  |
| 2019 | Kate Miller-Heidke | Zero Gravity            | Inglese                  | 9º                  | 284                 | 1º                   | 261                  |
| 2020 | Montaigne          | Don't Break Me          | Inglese                  | Edizione cancellata | Edizione cancellata | Edizione cancellata  | Edizione cancellata  |
| 2021 | Montaigne          | Technicolour            | Inglese                  | Non qualificata     | Non qualificata     | 14º                  | 28                   |
| 2022 | Sheldon Riley      | Not the Same            | Inglese                  | 15º                 | 125                 | 2º                   | 243                  |
| 2023 | Voyager            | Promise                 | Inglese                  | 9º                  | 151                 | 1º                   | 149                  |
| 2024 | Electric Fields    | One Milkali (One Blood) | Inglese, yankunytjatjara | Non qualificata     | Non qualificata     | 11º                  | 41                   |
| 2025 | Go-Jo              | Milkshake Man           | Inglese                  | Non qualificata     | Non qualificata     | 11º                  | 41                   |

Note
1. ↑  Il debutto dell'Australia doveva essere una partecipazione occasionale per festeggiare i 60 anni della competizione. Per questo motivo gli organizzatori hanno permesso al paese di competere direttamente in finale.
2. ↑  L'Eurovision Song Contest 2020 è stato cancellato a causa della pandemia di COVID-19.

## Statistiche di voto
Fino al 2025, le statistiche di voto dell'Australia sono:
| # | Stato   | Punti |
| - | ------- | ----- |
| 1 | Svezia  | 107   |
| 2 | Israele | 59    |
| 3 | Belgio  | 54    |
| 4 | Ucraina | 51    |
| 5 | Malta   | 43    |

| # | Stato       | Punti |
| - | ----------- | ----- |
| 1 | Svezia      | 76    |
| 2 | Regno Unito | 71    |
| 3 | Islanda     | 71    |
| 4 | Polonia     | 64    |
| 5 | Finlandia   | 62    |

| # | Stato   | Punti |
| - | ------- | ----- |
| 1 | Svezia  | 183   |
| 2 | Israele | 116   |
| 3 | Belgio  | 105   |
| 4 | Ucraina | 90    |
| 5 | Malta   | 86    |

| # | Stato     | Punti |
| - | --------- | ----- |
| 1 | Polonia   | 147   |
| 2 | Svezia    | 127   |
| 3 | Islanda   | 123   |
| 4 | Finlandia | 116   |
| 5 | Belgio    | 111   |

## Altri premi ricevuti
I Marcel Bezençon Awards sono stati assegnati per la prima volta durante l'Eurovision Song Contest 2002 a Tallinn, in Estonia, in onore delle migliori canzoni in competizione nella finale. Fondato da Christer Björkman (rappresentante della Svezia nell'Eurovision Song Contest del 1992 e capo della delegazione per la Svezia fino al 2021) e Richard Herrey (membro del gruppo Herreys e vincitore dalla Svezia nell'Eurovision Song Contest 1984), i premi prendono il nome del creatore del concorso, Marcel Bezençon.
I premi sono suddivisi in 3 categorie:
- Press Award: per la miglior voce che viene votata dalla stampa durante l'evento;
- Artistic Award: per il miglior artista, votato fino al 2009 dai vincitori delle scorse edizioni. A partire dal 2010 viene votato dai commentatori;
- Composer Award: per la miglior composizione musicale che viene votata da una giuria di compositori.

| Anno | Categoria      | Artista            | Canzone          | Compositore                      |
| ---- | -------------- | ------------------ | ---------------- | -------------------------------- |
| 2016 | Composer Award | Dami Im            | Sound of Silence | Anthony Egizii, David Musumeci   |
| 2019 | Artistic Award | Kate Miller-Heidke | Zero Gravity     | Kate Miller-Heidke, Keir Nuttall |

## Trasmissione dell'evento
Nonostante la prima trasmissione dell'evento avvenisse dal 1983, il commento in inglese è riportato solo a partire dal 2001, inoltre nel 2002 e tra il 2005 e il 2008 il commentatore è stato Terry Wogan, attraverso l'emittente britannica BBC.
I portavoce dei voti sono stati selezionati a partire dalla prima edizione in cui l'Australia ha avuto diritto di voto, ossia dal 2015.
| Anno | Commentatori                | Commentatori                | Trasmissione         | Trasmissione         | Portavoce            |
| Anno | Semifinali                  | Finale                      | Semifinali           | Finale               | Portavoce            |
| ---- | --------------------------- | --------------------------- | -------------------- | -------------------- | -------------------- |
| 2001 | Mary Coustas                | Mary Coustas                | SBS                  | SBS                  | Non partecipante     |
| 2002 | Terry Wogan                 | Terry Wogan                 | SBS                  | SBS                  | Non partecipante     |
| 2003 | Des Mangan                  | Des Mangan                  | SBS                  | SBS                  | Non partecipante     |
| 2004 | Des Mangan                  | Des Mangan                  | SBS                  | SBS                  | Non partecipante     |
| 2005 | Terry Wogan                 | Terry Wogan                 | SBS                  | SBS                  | Non partecipante     |
| 2006 | Terry Wogan                 | Terry Wogan                 | SBS                  | SBS                  | Non partecipante     |
| 2007 | Terry Wogan                 | Terry Wogan                 | SBS                  | SBS                  | Non partecipante     |
| 2008 | Terry Wogan                 | Terry Wogan                 | SBS                  | SBS                  | Non partecipante     |
| 2009 | Julia Zemiro Sam Pang       | Julia Zemiro Sam Pang       | SBS                  | SBS                  | Non partecipante     |
| 2010 | Julia Zemiro Sam Pang       | Julia Zemiro Sam Pang       | SBS                  | SBS                  | Non partecipante     |
| 2011 | Julia Zemiro Sam Pang       | Julia Zemiro Sam Pang       | SBS                  | SBS                  | Non partecipante     |
| 2012 | Julia Zemiro Sam Pang       | Julia Zemiro Sam Pang       | SBS                  | SBS                  | Non partecipante     |
| 2013 | Julia Zemiro Sam Pang       | Julia Zemiro Sam Pang       | SBS                  | SBS                  | Non partecipante     |
| 2014 | Julia Zemiro Sam Pang       | Julia Zemiro Sam Pang       | SBS                  | SBS                  | Non partecipante     |
| 2015 | Julia Zemiro Sam Pang       | Julia Zemiro Sam Pang       | SBS                  | SBS                  | Lee Lin Chin         |
| 2016 | Julia Zemiro Sam Pang       | Julia Zemiro Sam Pang       | SBS                  | SBS                  | Lee Lin Chin         |
| 2017 | Myf Warhurst Joel Creasey   | Myf Warhurst Joel Creasey   | SBS                  | SBS                  | Lee Lin Chin         |
| 2018 | Myf Warhurst Joel Creasey   | Myf Warhurst Joel Creasey   | SBS                  | SBS                  | Ricardo Gonçalves    |
| 2019 | Myf Warhurst Joel Creasey   | Myf Warhurst Joel Creasey   | SBS                  | SBS                  | Electric Fields      |
| 2020 | Nessuna trasmissione        | Nessuna trasmissione        | Nessuna trasmissione | Nessuna trasmissione | Nessuna trasmissione |
| 2021 | Myf Warhurst Joel Creasey   | Myf Warhurst Joel Creasey   | SBS                  | SBS                  | Joel Creasey         |
| 2022 | Myf Warhurst Joel Creasey   | Myf Warhurst Joel Creasey   | SBS                  | SBS                  | Courtney Act         |
| 2023 | Myf Warhurst Joel Creasey   | Myf Warhurst Joel Creasey   | SBS                  | SBS                  | Catherine Martin     |
| 2024 | Myf Warhurst Joel Creasey   | Myf Warhurst Joel Creasey   | SBS                  | SBS                  | Danny Estrin         |
| 2025 | Courtney Act Tony Armstrong | Courtney Act Tony Armstrong | SBS                  | SBS                  | Silia Kapsis         |

Note
1. ↑  Attraverso il personaggio satirico Effie Stephanidis
2. 1 2  Commento attraverso BBC